# Dosarele X (sezonul 11)
Al 11-lea sezon al serialului TV Dosarele X (engleză: The X-Files) a avut premiera la 3 ianuarie  2018, pe canalul Fox. Sezonul este format din 10 episoade și ultimul episod a fost transmis la 21 martie 2018. Prezintă investigațiile celor doi proaspăt-redenumiți agenți FBI Fox Mulder (David Duchovny) și Dana Scully (Gillian Anderson). Sezonul continuă acțiunea imediat după cea din ultimul episod al sezonului 10, My Struggle II și principala poveste a sezonului este căutarea lui William, fiul lui Mulder cu Scully.

## Distribuție
- David Duchovny ca Fox Mulder, fost agent FBI.
- Gillian Anderson ca Dana Scully, un medic și un fost agent FBI.
- Mitch Pileggi ca Walter Skinner, director adjunct al FBI.

### Roluri secundare
- William B. Davis ca Cigarette Smoking Man, un fost oficial guvernamental și dușmanul lui Mulder și Scully, care au lucrat pentru a acoperi adevărul despre existența extratereștrilor și planul lor de a coloniza Pământul. Jeremy Schuetze portretizează o versiune mai tânără a acestui personaj în flashback-uri.[3]
- Barbara Hershey ca Erika Price[4]
- Miles Robbins ca Jackson Van De Kamp/William Scully, fiul Danei Scully care a fost plasat spre adopție.

### Actori invitați
- Annabeth Gish ca Monica Reyes, un fost agent FBI desemnat anterior la divizia X-Files.
- James Pickens Jr. ca Alvin Kersh, directorul adjunct al FBI
- Lauren Ambrose ca Agent Liz Einstein, un medic, partenerul lui Miller și un sceptic dur.
- Robbie Amell ca Agent Kyd Miller, un agent FBI cu minte deschisă, care crede în paranormal și este partenerul lui Einstein.
- Chris Owens ca Jeffrey Spender[5]
- Dean Haglund ca Langly, unul dintre The Lone Gunmen.[5]
- Haley Joel Osment ca Davey James[6]
- Joel McHale ca Tad O'Malley

## Episoade
Episoadele marcate cu () fac parte din Mitologia Dosarelor X privind extratereștrii.
| Nr. în serial | Nr. în sezon | Titlu                            | Regizat de   | Scris de                        | Data difuzării    | Cod de producție | U.S. telespectatori (milioane) |
| ------------- | ------------ | -------------------------------- | ------------ | ------------------------------- | ----------------- | ---------------- | ------------------------------ |
| 209           | 1            | „My Struggle III”                | Chris Carter | Chris Carter                    | 3 ianuarie 2018   | 2AYW01           | 5.15                           |
| 210           | 2            | „This”                           | Glen Morgan  | Glen Morgan                     | 10 ianuarie 2018  | 2AYW02           | 3.95                           |
| 211           | 3            | „Plus One”                       | Kevin Hooks  | Chris Carter                    | 17 ianuarie 2018  | 2AYW03           | 3.95                           |
| 212           | 4            | „The Lost Art of Forehead Sweat” | Darin Morgan | Darin Morgan                    | 24 ianuarie 2018  | 2AYW04           | 3.87                           |
| 213           | 5            | „Ghouli”                         | James Wong   | James Wong                      | 31 ianuarie 2018  | 2AYW05           | 3.64                           |
| 214           | 6            | „Kitten”                         | Carol Banker | Gabe Rotter                     | 7 februarie 2018  | 2AYW06           | 3.74                           |
| 215           | 7            | „Rm9sbG93ZXJz”                   | Glen Morgan  | Shannon Hamblin & Kristen Cloke | 28 februarie 2018 | 2AYW07           | 3.23                           |
| 216           | 8            | „Familiar”                       | Holly Dale   | Benjamin Van Allen              | 7 martie 2018     | 2AYW09           | 3.46                           |
| 217           | 9            | „Nothing Lasts Forever”          | James Wong   | Karen Nielsen                   | 14 martie 2018    | 2AYW08           | 3.01                           |
| 218           | 10           | „My Struggle IV”                 | Chris Carter | Chris Carter                    | 21 martie 2018    | 2AYW10           | 3.43                           |